# 善楽寺
善楽寺（ぜんらくじ）は、高知県高知市にある真言宗豊山派の寺院。百々山（どどさん）、東明院（とうみょういん）と号す。本尊は阿弥陀如来。四国八十八箇所第三十番札所。
- 本尊真言：おん あみりた ていぜい からうん
- ご詠歌：人多くたち集まれる一ノ宮　昔も今も栄えぬるかな

## 歴史
寺伝によれば、大同5年（810年）空海（弘法大師）が高鴨大明神（土佐国一宮で現在の土佐神社）の別当寺として、神宮寺とともに創建したといわれている。また、空海はこの辺りの森厳幽遠なる霊域を気に入り渓谷が百谷あれば入定の地に定めようと谷々を調べたが99谷で足りない１つを当寺を開くことにより1山補い、山号を百々山と名付けたと伝えられている。応仁年間に兵火で焼失したが、土佐藩2代藩主山内忠義の庇護を受けて栄えた。
『四国辺路日記（澄禅1653年巡拝）』には観音院（本尊十一面観音）と記されているが、万治元年（1658年）に長福寺と改名、そして『四国遍礼霊場記（寂本1689年刊）』には一宮本殿への参道の向かって右に長福寺、左に神宮寺が描かれていて、この時点での札所は「一宮百々山神宮寺」であり、本尊は阿弥陀如来、脇仏は観音と勢至であった。享保6年（1721年）徳川家重の幼名（長福丸）をはばかって善楽寺と名称が変更され、『四国遍礼名所図会（1800年刊）』によると神宮寺は衰退し、当寺は参道中ほどより入る中門を通じて立派な方丈と大きな護摩堂と大師堂を有す祈祷寺として隆盛し、天保12年（1841年）の納経帳によると、神宮寺の方では「奉納 本尊阿弥陀如来 土佐一之宮別当神宮寺」で、当寺は「奉納 正一位高賀茂神社 一之宮善楽寺」と揮毫し、両寺で「四国三十番」の朱印を押して納経をするようになっていた。
明治初期の神仏分離により共に廃寺となるが、その際、神宮寺を善楽寺に合併させ、続いて善楽寺を廃寺とするという措置がとられ、仁王像は24番札所最御崎寺に移され、札所権と神宮寺の本尊であった阿弥陀如来坐像（重要文化財）と善楽寺の弘法大師像は29番札所国分寺に移され国分寺で納経を代行するようになった。なお、護摩堂不動明王像の所在はそれ以降不明となっている。
1875年（明治8年）当地より南西5.5 kmの所に再興された安楽寺に、その阿弥陀如来像が移され30番札所となった。神宮寺は再興されず、善楽寺は1930年（昭和5年）に埼玉県与野町（現さいたま市中央区）にあった東明院をこの地に移転し、また国分寺に預けられていた弘法大師像を移し、本尊は有縁の江戸期作の阿弥陀如来坐像を迎えて30番札所東明院善楽寺として再興したが、30番札所が再び2箇所並立することになり、30番札所の正統性について善楽寺と安楽寺の間で論争が起こった。1964年（昭和39年）四国開創1150年を機に両寺代表が協議し、善楽寺を「開創霊場」、安楽寺を「本尊奉安霊場」と称することになるも混乱は続いたが、1994年（平成6年）1月1日、札所は善楽寺、安楽寺は奥の院とすることで最終決着した。
2016年（平成28年）7月、父である住職の跡を継いで当寺では初で、当霊場では5人目の女性住職（当時32歳）が誕生した。

## 境内
- 本堂：1982年（昭和57年）建立、この際に阿弥陀如来坐像も新造されたが供養仏として本堂脇陣に祀られている。本尊を拝顔できる。
- 大師堂：大正時代の建立。厄除大師と知られ、大師像の衣は檜皮色であったが墨で黒く塗られ廃仏毀釈の難をのがれた。
- 地蔵堂：2005年（平成17年）に改築。水子地蔵。
- 子安地蔵堂：安産祈願・子宝祈願の地蔵がいる。
- 梅見地蔵：文化13年（1816年）の建立
- 十一面観音菩薩石像：2011年（平成23年）6月26日開眼。当寺本山の奈良長谷寺の本尊と同じ姿。
- 不動明王石像
- 修行大師像
- 手水舎：天邪鬼が支えている。横に宝暦3年（1753年）の小さな手水鉢がある。

土佐神社参道の右手に大きな石造りの十一面観音菩薩立像が迎える。境内に入ると手水場があり、大師堂、本堂の順で並んでいる。その間には修行大師立像、石造不動明王座像。本堂の向かい側には地蔵堂、子安地蔵、梅見地蔵が並ぶ。庫裏・納経所は大師堂の左側に並んでいる。
- 宿坊：なし

飛び地境内
- 白岩不動：昼でも暗い幽谷にある聖地で、石の不動明王が祀られている。（白岩不動）
- 薬師堂：地元で祀られていた約一尺の薬師如来立像を復元して祀る。3月8日が縁日。（薬師堂）

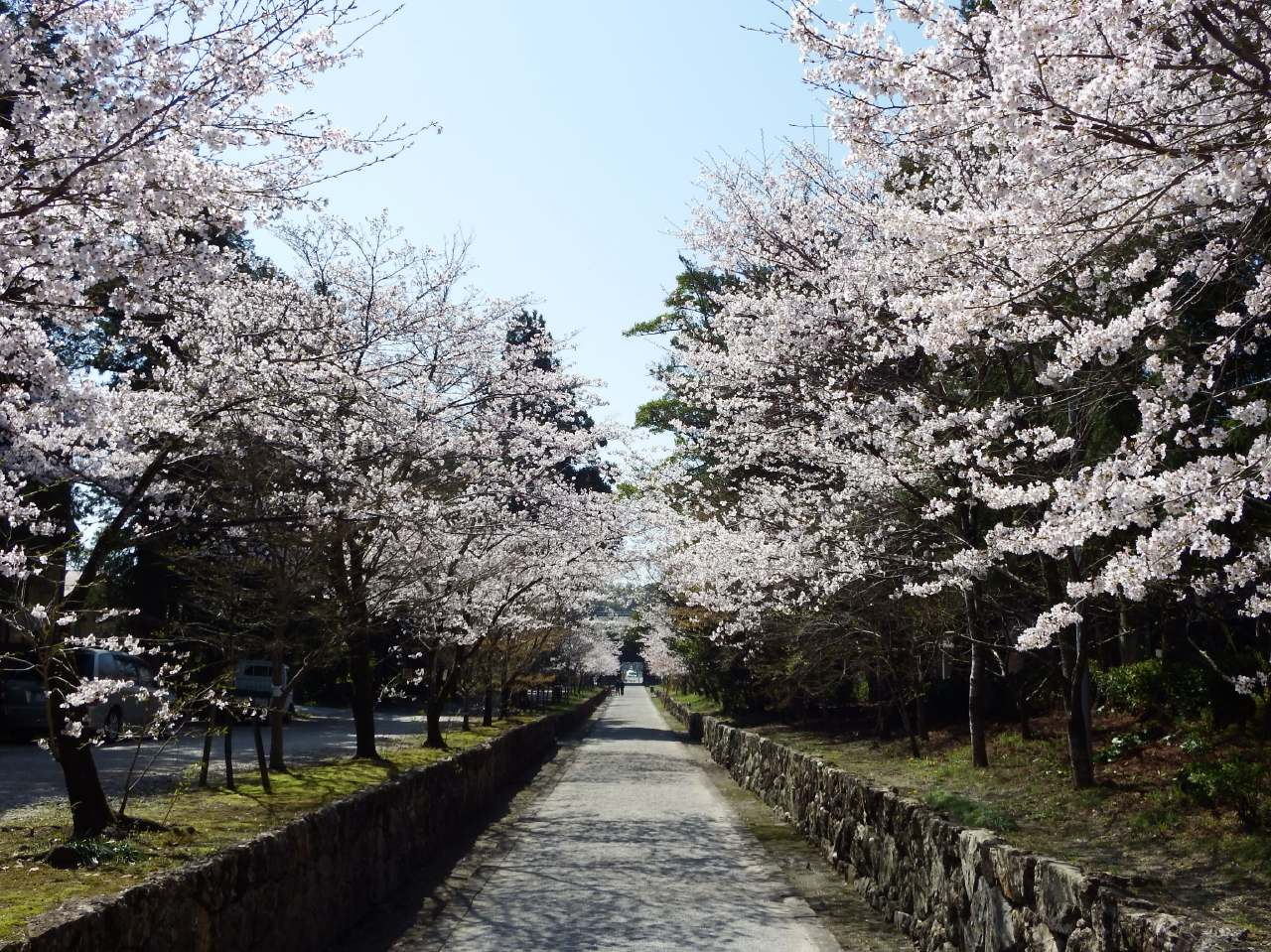
一宮神社参道を通り境内へ
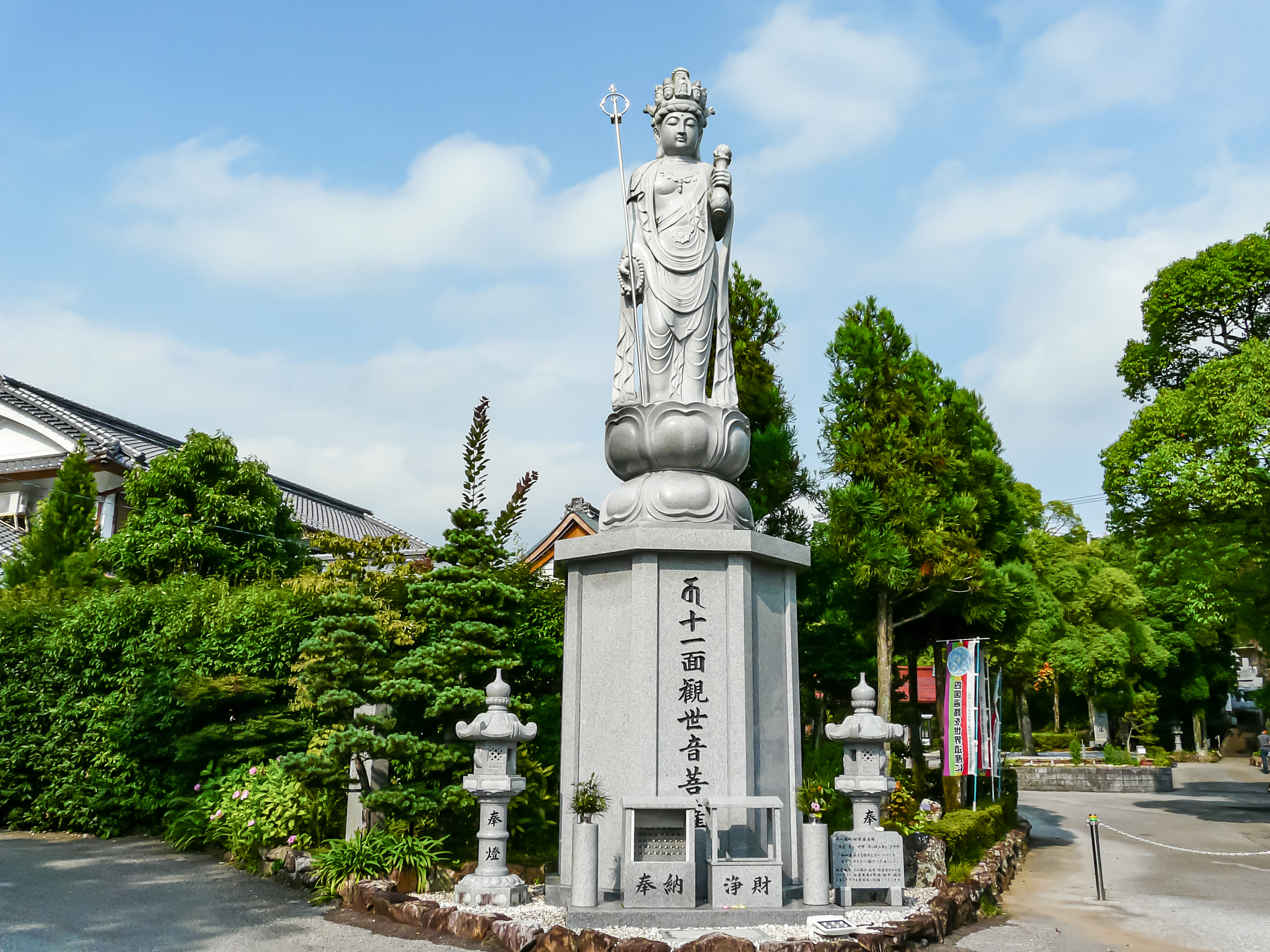
観音石像
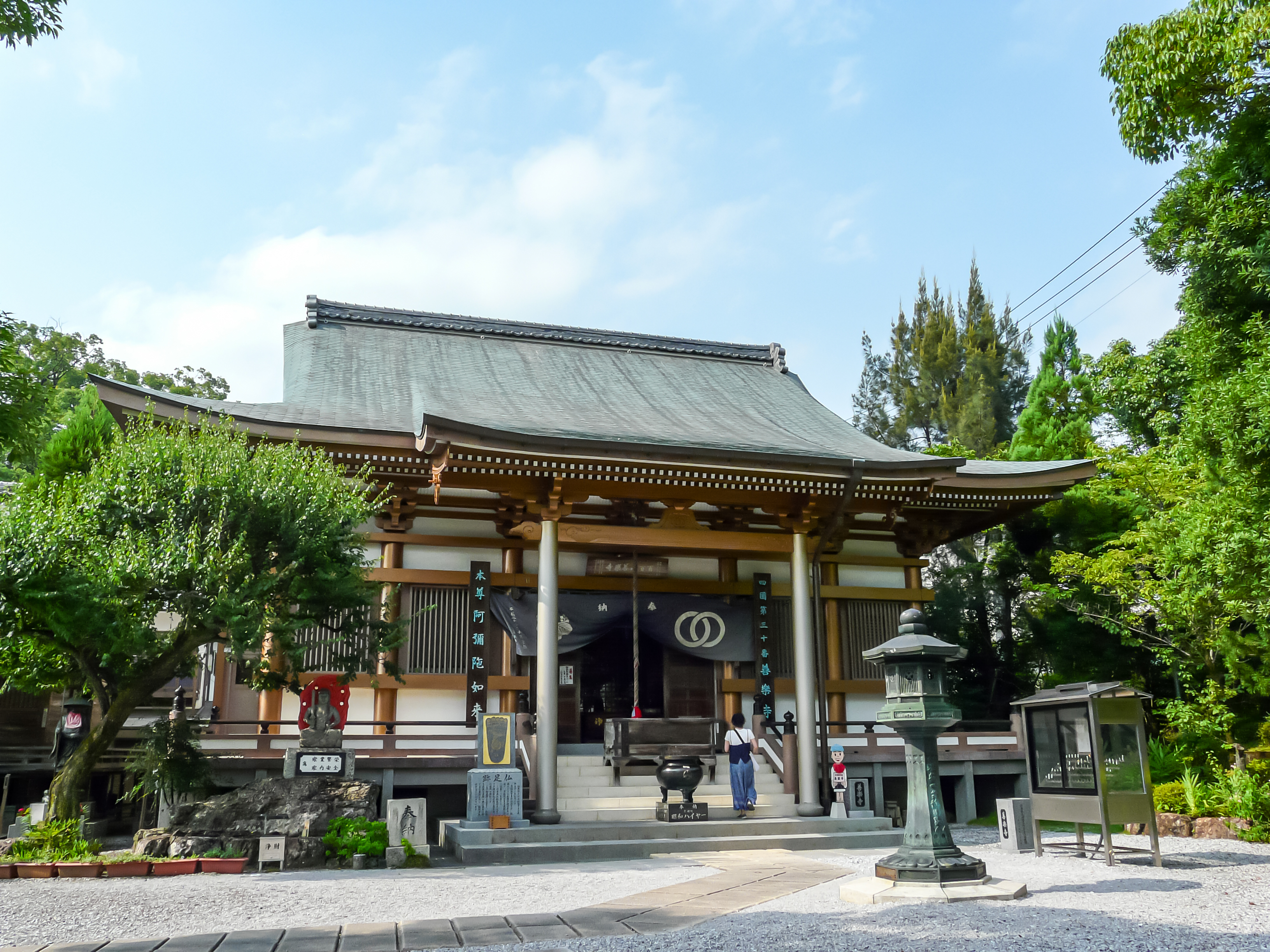
本堂
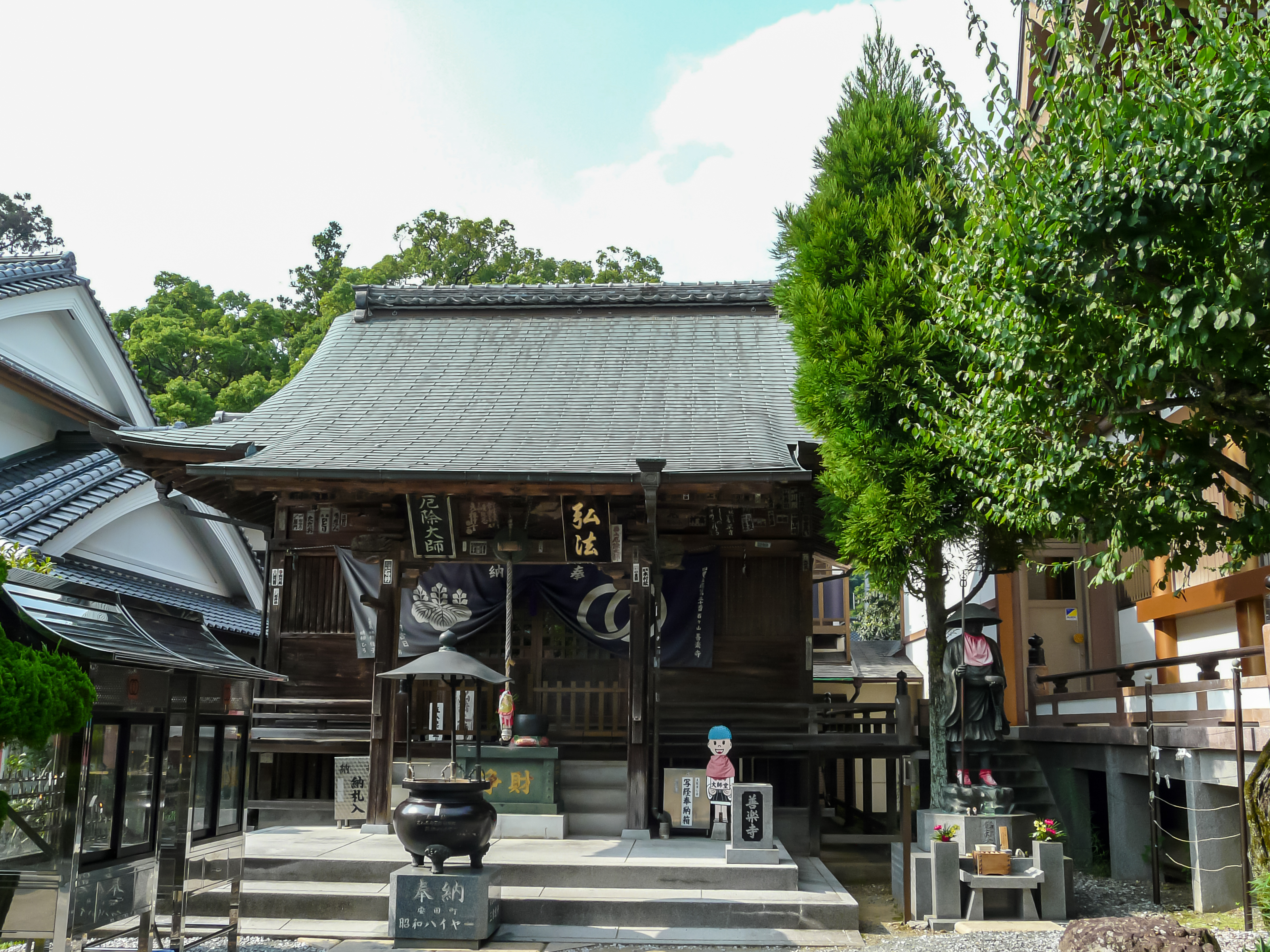
大師堂
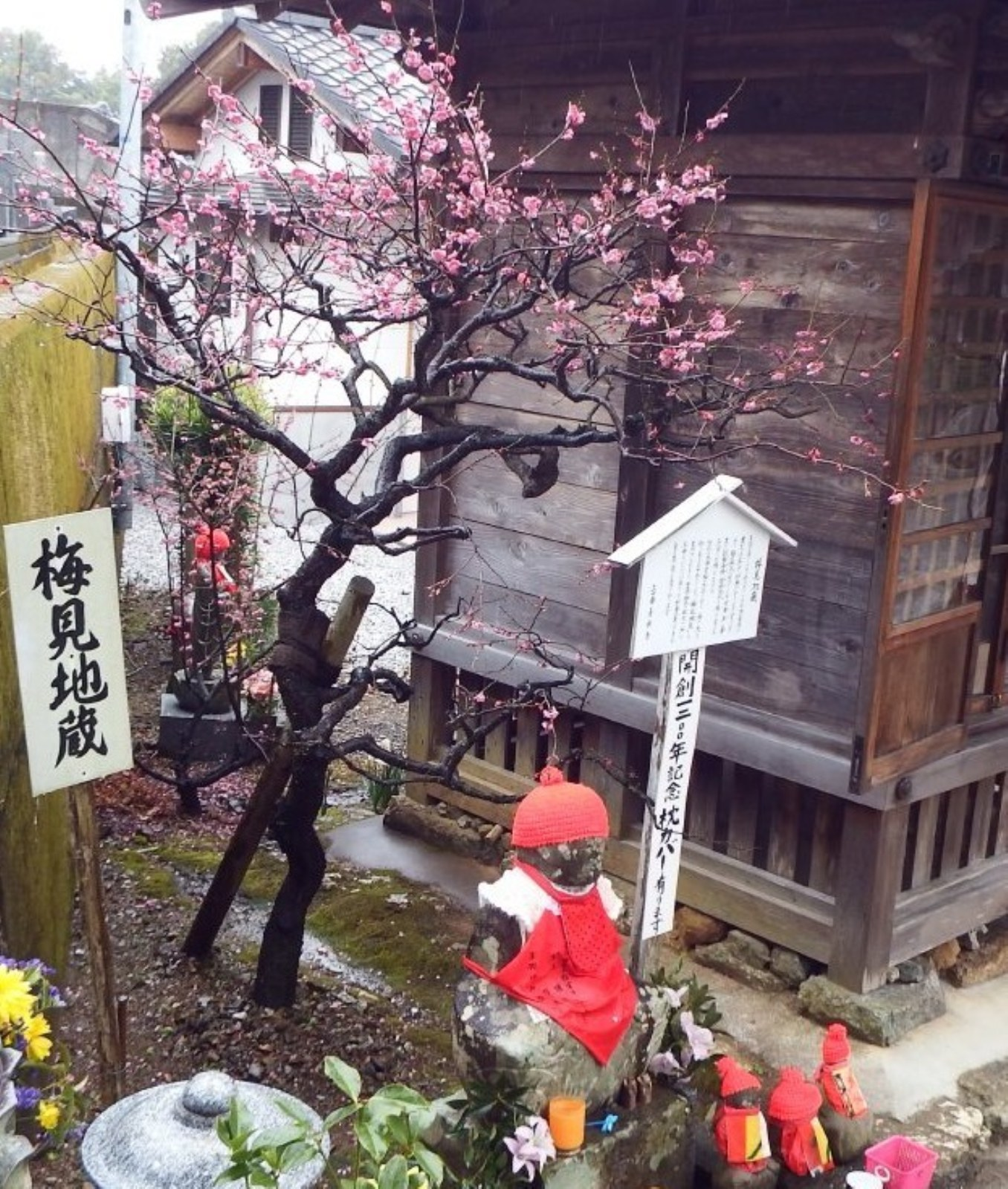
梅見地蔵
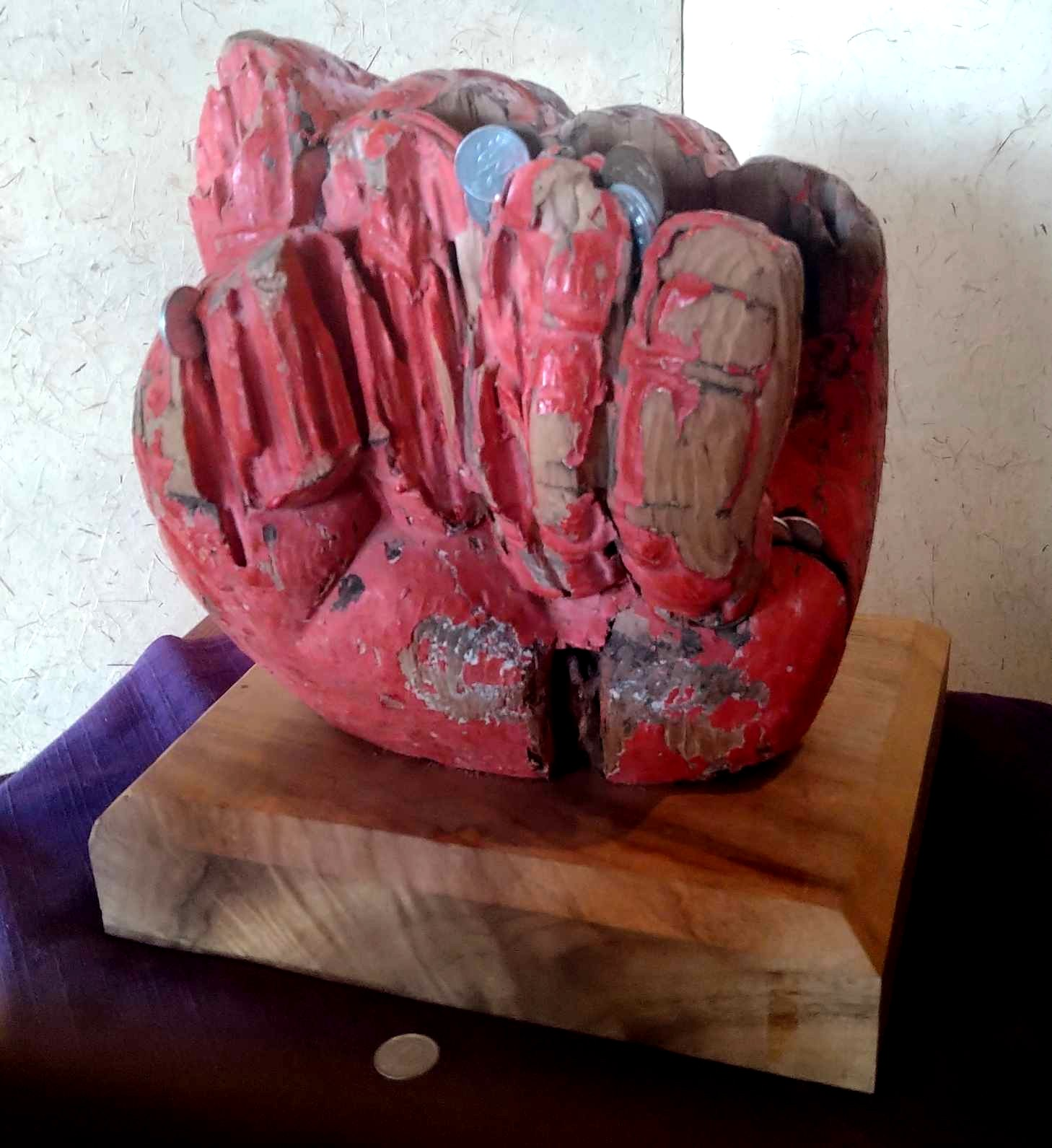
仁王の手
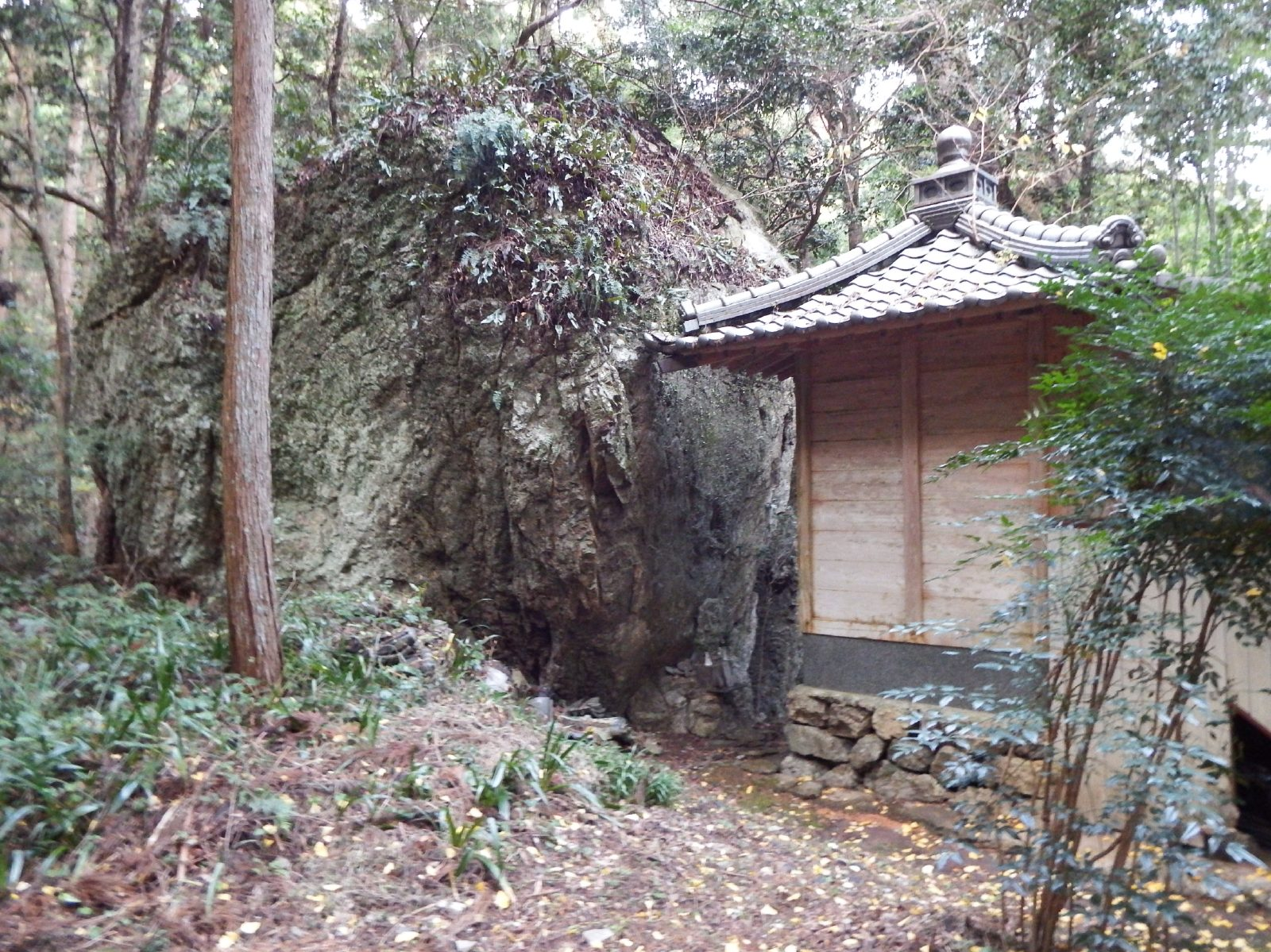
白岩不動
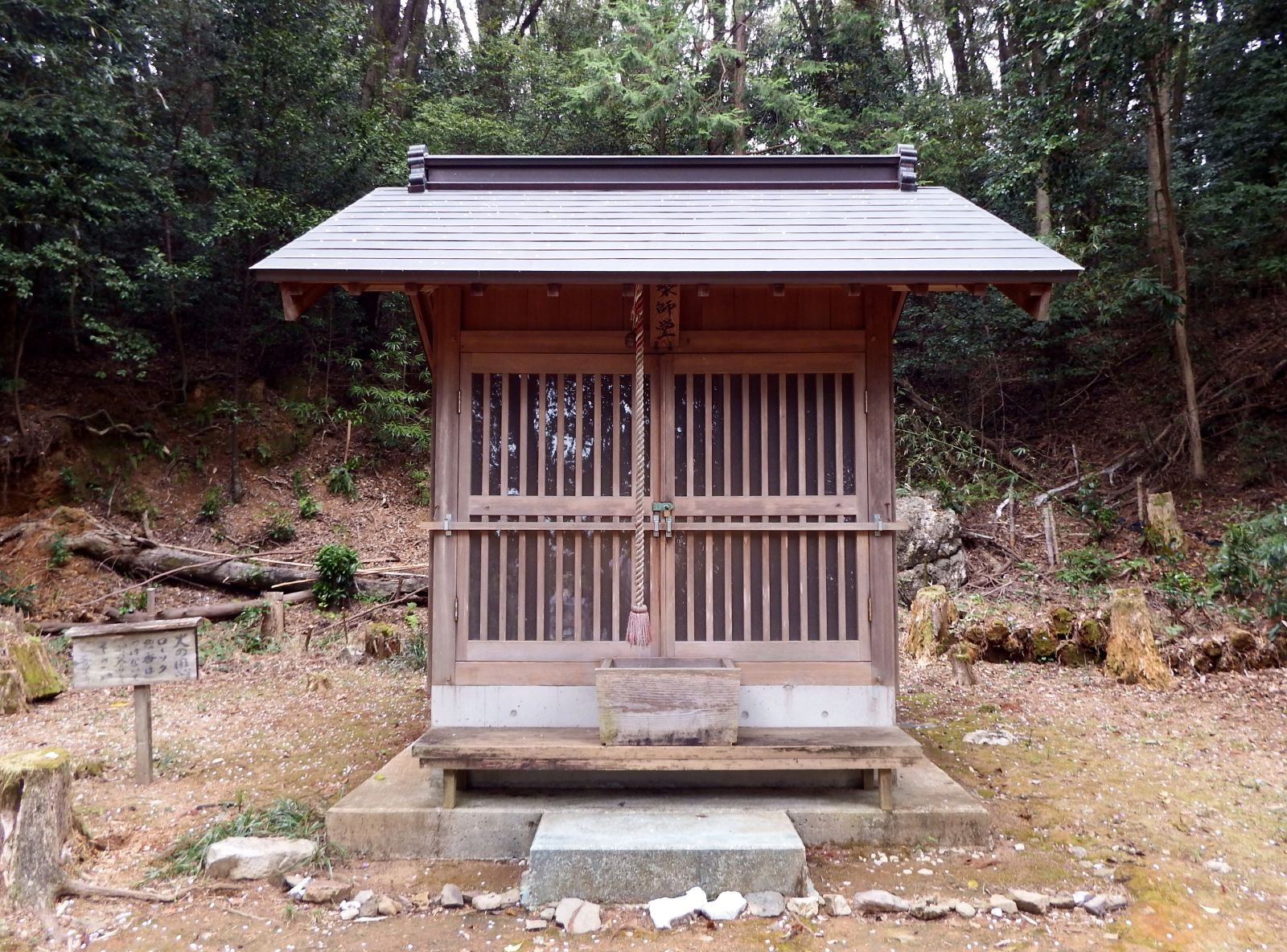
薬師堂

## 行事
- 大般若転読大法会　2月1日午後2時 本堂にて（入堂無料）：当寺の最も重要な年間行事
- 白岩不動護摩法要　11月28日午前10時：当寺より離れた飛び地境内の不動堂で行われる。

## 交通案内
鉄道
- 四国旅客鉄道（JR四国）土讃線 – 土佐一宮駅下車 (1.5 km)

バス
- とさでん交通 「一宮東門」下車 (0.2 km)

道路
- 一般道：高知県道384号北本町領石線 一宮東 (0.5 km)
- 自動車道：高知自動車道 高知IC (1.8 km)
  - 駐車場：20台、大型4台。無料。

## 奥の院
安楽寺　
第三十番札所の元の本尊である阿弥陀如来坐像（重要文化財）が祀られている。
- 所在地：高知県高知市洞ヶ島町5-3 （安楽寺）

## 前後の札所
四国八十八箇所
29 国分寺 --(6.9 km)--  30 善楽寺 --(6.6 km)-- 31 竹林寺